# 裁判所調査官
裁判所調査官（さいばんしょちょうさかん）は、日本の裁判所に置かれる裁判官以外の裁判所職員のひとつ。最高裁判所、各高等裁判所及び各地方裁判所に置かれ、裁判官の命を受けて、事件の審理及び裁判に関して必要な調査を行う。（裁判所法第57条）

## 概要
戦後の司法改革により、昭和22年（1947年）の裁判所法制定時に裁判所の機能を強化するために新設され、はじめ最高裁判所と高等裁判所にのみ置かれた。
最高裁判所における裁判所調査官（最高裁判所調査官）は、判事の身分にある職業裁判官（通例、東京地方裁判所判事）が充てられる。最高裁判所の裁判所調査官は、数多くの事件を抱え多忙な最高裁判所裁判官の審理を補助する重要な役職であるとみなされている。
地方裁判所における裁判所調査官は、専門性の高い知的財産および租税に関する事件に限って取り扱うために置かれる（裁判所法57条1項）。地方裁判所における裁判所調査官は当初置かれておらず、昭和41年（1966年）の裁判所法改正によって追加された。
高等裁判所及び地方裁判所において知的財産を扱う裁判所調査官は、設置以来、工業所有権を扱うものとされていたが、平成16年（2004年）の裁判所法改正（平成17年施行）により知的財産全般を扱うように条文が改められた。知的財産を扱う調査官はそのほとんどが特許庁の審判官、審査官が一度退職した上でその職に充てられ、3年の後に退職して特許庁に復職している（他には弁理士出身の調査官がいる）。
一方、租税を取り扱う裁判所調査官は、課税庁による処分の当否を争う税務訴訟を担当する。これらの地方裁判所における裁判所調査官は、専門性の高い知的財産および租税について、調査官の専門知識を活用して裁判官を補助するものとされている。しかし、専門知識の保有者を行政府からの出向によって補っているため、税務訴訟を扱う税務担当の裁判所調査官が訴訟の一方の当事者である国税庁の税務職員が裁判所に出向して就任することになり、これを不当として是正を求める声がある。